# Curling nos Jogos Olímpicos de Inverno de 2022 - Duplas mistas
As competições de duplas mistas do curling nos Jogos Olímpicos de Inverno de 2022 ocorreram no Centro Aquático Nacional de Pequim entre 2 e 8 de fevereiro. Dez duplas se classificaram para a edição do evento, que foi disputado num sistema de todos contra todos na primeira fase, classificando as quatro melhores equipes para a fase final.

## Medalhistas
|  | ITA Itália                        |  | NOR Noruega                         |  | SWE Suécia                   |
|  | Stefania Constantini Amos Mosaner |  | Kristin Skaslien Magnus Nedregotten |  | Almida de Val Oskar Eriksson |

## Qualificação
As sete melhores equipes no Campeonato Mundial de Duplas Mistas de 2021 se classificaram junto com outras equipes através do Evento de Qualificação Olímpica (OQE). Como nação anfitriã, a China classificou as equipes automaticamente, totalizando dez equipes por evento nos torneios de curling.
| Método de classificação    | Vagas | Classificados                                                                               |
| -------------------------- | ----- | ------------------------------------------------------------------------------------------- |
| País sede                  | 1     | CHN China                                                                                   |
| Campeonato Mundial de 2021 | 7     | GBR Grã-Bretanha NOR Noruega SWE Suécia CAN Canadá ITA Itália SUI Suíça CZE República Checa |
| Qualificatória olímpica    | 2     | AUS Austrália USA Estados Unidos                                                            |
| Total                      | 10    |                                                                                             |

## Equipes
| AUS Austrália                                    | CAN Canadá                                         | CHN China                                   | CZE República Checa                      | GBR Grã-Bretanha                          |
| ------------------------------------------------ | -------------------------------------------------- | ------------------------------------------- | ---------------------------------------- | ----------------------------------------- |
| Mulher: Tahli Gill Homem: Dean Hewitt            | Mulher: Rachel Homan Homem: John Morris            | Mulher: Fan Suyuan Homem: Ling Zhi          | Mulher: Zuzana Paulová Homem: Tomáš Paul | Mulher: Jennifer Dodds Homem: Bruce Mouat |
| ITA Itália                                       | NOR Noruega                                        | SWE Suécia                                  | SUI Suíça                                | USA Estados Unidos                        |
| Mulher: Stefania Constantini Homem: Amos Mosaner | Mulher: Kristin Skaslien Homem: Magnus Nedregotten | Mulher: Almida de Val Homem: Oskar Eriksson | Mulher: Jenny Perret Homem: Martin Rios  | Mulher: Vicky Persinger Homem: Chris Plys |

## Primeira fase

### Classificação
|  | Equipes classificadas para as semifinais |
|  | Equipes eliminadas na primeira fase      |

| País                | Duplas                                | V | D | V-D | PF | PS | EV | EP | EB | ER | Arremesso (%) | DSC   |
| ------------------- | ------------------------------------- | - | - | --- | -- | -- | -- | -- | -- | -- | ------------- | ----- |
| ITA Itália          | Stefania Constantini / Amos Mosaner   | 9 | 0 | –   | 79 | 48 | 43 | 28 | 0  | 17 | 79%           | 25.34 |
| NOR Noruega         | Kristin Skaslien / Magnus Nedregotten | 6 | 3 | 1–0 | 68 | 50 | 40 | 28 | 0  | 15 | 82%           | 24.48 |
| GBR Grã-Bretanha    | Jennifer Dodds / Bruce Mouat          | 6 | 3 | 0–1 | 60 | 50 | 38 | 33 | 0  | 12 | 79%           | 22.48 |
| SWE Suécia          | Almida de Val / Oskar Eriksson        | 5 | 4 | 1–0 | 55 | 54 | 35 | 33 | 0  | 10 | 76%           | 21.77 |
| CAN Canadá          | Rachel Homan / John Morris            | 5 | 4 | 0–1 | 57 | 54 | 33 | 39 | 0  | 8  | 78%           | 53.73 |
| CZE República Checa | Zuzana Paulová / Tomáš Paul           | 4 | 5 | –   | 50 | 65 | 29 | 39 | 1  | 7  | 75%           | 33.41 |
| SUI Suíça           | Jenny Perret / Martin Rios            | 3 | 6 | 1–0 | 55 | 58 | 32 | 39 | 0  | 6  | 73%           | 39.04 |
| USA Estados Unidos  | Vicky Persinger / Chris Plys          | 3 | 6 | 0–1 | 50 | 67 | 34 | 36 | 0  | 9  | 74%           | 27.29 |
| CHN China           | Fan Suyuan / Ling Zhi                 | 2 | 7 | 1–0 | 51 | 64 | 34 | 36 | 0  | 7  | 74%           | 17.81 |
| AUS Austrália       | Tahli Gill / Dean Hewitt              | 2 | 7 | 0–1 | 52 | 67 | 31 | 38 | 1  | 8  | 72%           | 50.51 |

### Resultados
Todas as partidas seguem o horário local (UTC+8).
| Pos. | País                | Austrália | Canadá | China | República Checa | Reino Unido | Itália | Noruega | Suécia | Suíça | Estados Unidos | Placar |
| ---- | ------------------- | --------- | ------ | ----- | --------------- | ----------- | ------ | ------- | ------ | ----- | -------------- | ------ |
| 10   | AUS Austrália       | —         | 10–8   | 5–6   | 2–8             | 8–9         | 3–7    | 4–10    | 6–7    | 9–6   | 5–6            | 2–7    |
| 5    | CAN Canadá          | 8–10      | —      | 8–6   | 6–5             | 4–6         | 7–8    | 7–6     | 2–6    | 7–5   | 7–2            | 5–4    |
| 9    | CHN China           | 6–5       | 6–8    | —     | 6–8             | 5-6         | 4–8    | 6–9     | 6–7    | 7–6   | 5–7            | 2–7    |
| 6    | CZE República Checa | 8–2       | 5–6    | 8–6   | —               | 3–8         | 2–10   | 7–6     | 4–7    | 3–11  | 10–8           | 4–5    |
| 3    | GBR Grã-Bretanha    | 9–8       | 6–4    | 6-5   | 8–3             | —           | 5–7    | 2–6     | 9–5    | 7–8   | 8–4            | 6–3    |
| 1    | ITA Itália          | 7–3       | 8–7    | 8–4   | 10–2            | 7–5         | —      | 11–8    | 12–8   | 8–7   | 8–4            | 9–0    |
| 2    | NOR Noruega         | 10–4      | 6–7    | 9–6   | 6–7             | 6–2         | 8–11   | —       | 6–2    | 6–5   | 11–6           | 6–3    |
| 4    | SWE Suécia          | 7–6       | 6–2    | 7–6   | 7–4             | 5–9         | 8–12   | 2–6     | —      | 6–1   | 7–8            | 5–4    |
| 7    | SUI Suíça           | 6–9       | 5–7    | 6–7   | 11–3            | 8–7         | 7–8    | 5–6     | 1–6    | —     | 6–5            | 3–6    |
| 8    | USA Estados Unidos  | 6–5       | 2–7    | 7–5   | 8–10            | 4–8         | 4–8    | 6–11    | 8–7    | 5–6   | —              | 3–6    |

Primeira rodada
Quarta-feira, 2 de fevereiro, 20:05
| Pista A                          | LSFE    | 1 | 2 | 3 | 4 | 5 | 6 | 7 | 8 | 9 | 10 | Final |
| -------------------------------- | ------- | - | - | - | - | - | - | - | - | - | -- | ----- |
| SWE Suécia (de Val / Eriksson)   |         | 0 | 2 | 0 | 1 | 2 | 0 | 0 | 0 |   |    | 5     |
| GBR Grã-Bretanha (Dodds / Mouat) | Martelo | 1 | 0 | 3 | 0 | 0 | 1 | 3 | 1 |   |    | 9     |

| Pista B                               | LSFE    | 1 | 2 | 3 | 4 | 5 | 6 | 7 | 8 | 9 | 10 | Final |
| ------------------------------------- | ------- | - | - | - | - | - | - | - | - | - | -- | ----- |
| AUS Austrália (Gill / Hewitt)         | Martelo | 1 | 0 | 1 | 0 | 0 | 3 | 0 | 0 |   |    | 5     |
| USA Estados Unidos (Persinger / Plys) |         | 0 | 1 | 0 | 1 | 1 | 0 | 2 | 1 |   |    | 6     |

| Pista C                              | LSFE    | 1 | 2 | 3 | 4 | 5 | 6 | 7 | 8 | 9 | 10 | Final |
| ------------------------------------ | ------- | - | - | - | - | - | - | - | - | - | -- | ----- |
| NOR Noruega (Skaslien / Nedregotten) |         | 1 | 1 | 0 | 1 | 0 | 2 | 1 | 0 | 0 |    | 6     |
| CZE República Checa (Paulová / Paul) | Martelo | 0 | 0 | 2 | 0 | 1 | 0 | 0 | 3 | 1 |    | 7     |

| Pista D                   | LSFE    | 1 | 2 | 3 | 4 | 5 | 6 | 7 | 8 | 9 | 10 | Final |
| ------------------------- | ------- | - | - | - | - | - | - | - | - | - | -- | ----- |
| CHN China (Suyuan / Zhi)  | Martelo | 1 | 1 | 1 | 0 | 1 | 0 | 2 | 0 | 1 |    | 7     |
| SUI Suíça (Perret / Rios) |         | 0 | 0 | 0 | 2 | 0 | 3 | 0 | 1 | 0 |    | 6     |

Segunda rodada
Quinta-feira, 3 de fevereiro, 09:05
| Pista A                       | LSFE    | 1 | 2 | 3 | 4 | 5 | 6 | 7 | 8 | 9 | 10 | Final |
| ----------------------------- | ------- | - | - | - | - | - | - | - | - | - | -- | ----- |
| AUS Austrália (Gill / Hewitt) |         | 0 | 1 | 0 | 0 | 0 | 3 | 0 | 1 |   |    | 5     |
| CHN China (Suyuan / Zhi)      | Martelo | 1 | 0 | 2 | 0 | 1 | 0 | 2 | 0 |   |    | 6     |

| Pista B                              | LSFE    | 1 | 2 | 3 | 4 | 5 | 6 | 7 | 8 | 9 | 10 | Final |
| ------------------------------------ | ------- | - | - | - | - | - | - | - | - | - | -- | ----- |
| SWE Suécia (de Val / Eriksson)       | Martelo | 1 | 0 | 0 | 1 | 1 | 0 | 2 | 2 |   |    | 7     |
| CZE República Checa (Paulová / Paul) |         | 0 | 1 | 1 | 0 | 0 | 2 | 0 | 0 |   |    | 4     |

| Pista C                               | LSFE    | 1 | 2 | 3 | 4 | 5 | 6 | 7 | 8 | 9 | 10 | Final |
| ------------------------------------- | ------- | - | - | - | - | - | - | - | - | - | -- | ----- |
| USA Estados Unidos (Persinger / Plys) | Martelo | 1 | 0 | 0 | 1 | 1 | 1 | 0 | 0 |   |    | 4     |
| ITA Itália (Constantini / Mosaner)    |         | 0 | 4 | 1 | 0 | 0 | 0 | 1 | 2 |   |    | 8     |

| Pista D                          | LSFE    | 1 | 2 | 3 | 4 | 5 | 6 | 7 | 8 | 9 | 10 | Final |
| -------------------------------- | ------- | - | - | - | - | - | - | - | - | - | -- | ----- |
| GBR Grã-Bretanha (Dodds / Mouat) |         | 0 | 1 | 1 | 0 | 1 | 0 | 2 | 1 |   |    | 6     |
| CAN Canadá (Homan / Morris)      | Martelo | 1 | 0 | 0 | 1 | 0 | 2 | 0 | 0 |   |    | 4     |

Terceira rodada
Quinta-feira, 3 de fevereiro, 14:05
| Pista A                            | LSFE    | 1 | 2 | 3 | 4 | 5 | 6 | 7 | 8 | 9 | 10 | Final |
| ---------------------------------- | ------- | - | - | - | - | - | - | - | - | - | -- | ----- |
| ITA Itália (Constantini / Mosaner) |         | 0 | 3 | 0 | 1 | 1 | 0 | 2 | 0 | 1 |    | 8     |
| SUI Suíça (Perret / Rios)          | Martelo | 1 | 0 | 2 | 0 | 0 | 3 | 0 | 1 | 0 |    | 7     |

| Pista B                               | LSFE    | 1 | 2 | 3 | 4 | 5 | 6 | 7 | 8 | 9 | 10 | Final |
| ------------------------------------- | ------- | - | - | - | - | - | - | - | - | - | -- | ----- |
| USA Estados Unidos (Persinger / Plys) | Martelo | 1 | 0 | 2 | 0 | 3 | 0 | 0 | 0 |   |    | 6     |
| NOR Noruega (Skaslien / Nedregotten)  |         | 0 | 1 | 0 | 2 | 0 | 3 | 3 | 2 |   |    | 11    |

Quarta rodada
Quinta-feira, 3 de fevereiro, 20:05
| Pista A                              | LSFE    | 1 | 2 | 3 | 4 | 5 | 6 | 7 | 8 | 9 | 10 | Final |
| ------------------------------------ | ------- | - | - | - | - | - | - | - | - | - | -- | ----- |
| NOR Noruega (Skaslien / Nedregotten) | Martelo | 2 | 0 | 1 | 0 | 2 | 0 | 1 | 0 |   |    | 6     |
| CAN Canadá (Homan / Morris)          |         | 0 | 4 | 0 | 1 | 0 | 1 | 0 | 1 |   |    | 7     |

| Pista B                          | LSFE    | 1 | 2 | 3 | 4 | 5 | 6 | 7 | 8 | 9 | 10 | Final |
| -------------------------------- | ------- | - | - | - | - | - | - | - | - | - | -- | ----- |
| SUI Suíça (Perret / Rios)        |         | 0 | 3 | 0 | 3 | 0 | 1 | 0 | 1 |   |    | 8     |
| GBR Grã-Bretanha (Dodds / Mouat) | Martelo | 1 | 0 | 2 | 0 | 1 | 0 | 3 | 0 |   |    | 7     |

| Pista C                        | LSFE    | 1 | 2 | 3 | 4 | 5 | 6 | 7 | 8 | 9 | 10 | Final |
| ------------------------------ | ------- | - | - | - | - | - | - | - | - | - | -- | ----- |
| CHN China (Suyuan / Zhi)       |         | 0 | 2 | 0 | 1 | 1 | 0 | 2 | 0 |   |    | 6     |
| SWE Suécia (de Val / Eriksson) | Martelo | 1 | 0 | 2 | 0 | 0 | 1 | 0 | 3 |   |    | 7     |

| Pista D                              | LSFE    | 1 | 2 | 3 | 4 | 5 | 6 | 7 | 8 | 9 | 10 | Final |
| ------------------------------------ | ------- | - | - | - | - | - | - | - | - | - | -- | ----- |
| CZE República Checa (Paulová / Paul) | Martelo | 1 | 3 | 1 | 0 | 1 | 0 | 2 | X |   |    | 8     |
| AUS Austrália (Gill / Hewitt)        |         | 0 | 0 | 0 | 1 | 0 | 1 | 0 | X |   |    | 2     |

Quinta rodada
Sexta-feira, 4 de fevereiro, 08:35
| Pista A                        | LSFE    | 1 | 2 | 3 | 4 | 5 | 6 | 7 | 8 | 9 | 10 | Final |
| ------------------------------ | ------- | - | - | - | - | - | - | - | - | - | -- | ----- |
| SWE Suécia (de Val / Eriksson) | Martelo | 1 | 0 | 1 | 1 | 1 | 0 | 3 | 0 |   |    | 7     |
| AUS Austrália (Gill / Hewitt)  |         | 0 | 1 | 0 | 0 | 0 | 3 | 0 | 2 |   |    | 6     |

| Pista B                     | LSFE    | 1 | 2 | 3 | 4 | 5 | 6 | 7 | 8 | 9 | 10 | Final |
| --------------------------- | ------- | - | - | - | - | - | - | - | - | - | -- | ----- |
| CAN Canadá (Homan / Morris) |         | 3 | 0 | 1 | 0 | 2 | 0 | 1 | 0 |   |    | 7     |
| SUI Suíça (Perret / Rios)   | Martelo | 0 | 1 | 0 | 1 | 0 | 2 | 0 | 1 |   |    | 5     |

| Pista C                              | LSFE    | 1 | 2 | 3 | 4 | 5 | 6 | 7 | 8 | 9 | 10 | Final |
| ------------------------------------ | ------- | - | - | - | - | - | - | - | - | - | -- | ----- |
| ITA Itália (Constantini / Mosaner)   |         | 3 | 0 | 2 | 0 | 2 | 2 | 0 | 2 |   |    | 11    |
| NOR Noruega (Skaslien / Nedregotten) | Martelo | 0 | 5 | 0 | 1 | 0 | 0 | 2 | 0 |   |    | 8     |

Sexta rodada
Sexta-feira, 10 de fevereiro, 20:05
| Pista A                              | LSFE    | 1 | 2 | 3 | 4 | 5 | 6 | 7 | 8 | 9 | 10 | Final |
| ------------------------------------ | ------- | - | - | - | - | - | - | - | - | - | -- | ----- |
| CZE República Checa (Paulová / Paul) |         | 0 | 0 | 1 | 0 | 0 | 1 | X | X |   |    | 2     |
| ITA Itália (Constantini / Mosaner)   | Martelo | 4 | 1 | 0 | 4 | 1 | 0 | X | X |   |    | 10    |

| Pista B                     | LSFE    | 1 | 2 | 3 | 4 | 5 | 6 | 7 | 8 | 9 | 10 | Final |
| --------------------------- | ------- | - | - | - | - | - | - | - | - | - | -- | ----- |
| CHN China (Suyuan / Zhi)    | Martelo | 1 | 0 | 0 | 2 | 0 | 1 | 0 | 2 |   |    | 6     |
| CAN Canadá (Homan / Morris) |         | 0 | 2 | 2 | 0 | 2 | 0 | 2 | 0 |   |    | 8     |

| Pista C                          | LSFE    | 1 | 2 | 3 | 4 | 5 | 6 | 7 | 8 | 9 | 10 | Final |
| -------------------------------- | ------- | - | - | - | - | - | - | - | - | - | -- | ----- |
| GBR Grã-Bretanha (Dodds / Mouat) | Martelo | 2 | 1 | 0 | 3 | 0 | 0 | 2 | 0 | 1 |    | 9     |
| AUS Austrália (Gill / Hewitt)    |         | 0 | 0 | 1 | 0 | 3 | 2 | 0 | 2 | 0 |    | 8     |

| Pista D                               | LSFE    | 1 | 2 | 3 | 4 | 5 | 6 | 7 | 8 | 9 | 10 | Final |
| ------------------------------------- | ------- | - | - | - | - | - | - | - | - | - | -- | ----- |
| SWE Suécia (de Val / Eriksson)        | Martelo | 1 | 0 | 1 | 0 | 0 | 3 | 0 | 2 | 0 |    | 7     |
| USA Estados Unidos (Persinger / Plys) |         | 0 | 1 | 0 | 1 | 2 | 0 | 3 | 0 | 1 |    | 8     |

Sétima rodada
Sábado, 5 de fevereiro, 09:05
| Pista A                              | LSFE    | 1 | 2 | 3 | 4 | 5 | 6 | 7 | 8 | 9 | 10 | Final |
| ------------------------------------ | ------- | - | - | - | - | - | - | - | - | - | -- | ----- |
| AUS Austrália (Gill / Hewitt)        |         | 0 | 0 | 1 | 0 | 3 | 0 | X | X |   |    | 4     |
| NOR Noruega (Skaslien / Nedregotten) | Martelo | 4 | 2 | 0 | 1 | 0 | 3 | X | X |   |    | 10    |

| Pista B                        | LSFE    | 1 | 2 | 3 | 4 | 5 | 6 | 7 | 8 | 9 | 10 | Final |
| ------------------------------ | ------- | - | - | - | - | - | - | - | - | - | -- | ----- |
| SUI Suíça (Perret / Rios)      |         | 0 | 1 | 0 | 0 | 0 | 0 | X | X |   |    | 1     |
| SWE Suécia (de Val / Eriksson) | Martelo | 2 | 0 | 1 | 1 | 1 | 1 | X | X |   |    | 6     |

Oitava rodada
Sábado, 5 de fevereiro, 14:05
| Pista A                               | LSFE    | 1 | 2 | 3 | 4 | 5 | 6 | 7 | 8 | 9 | 10 | Final |
| ------------------------------------- | ------- | - | - | - | - | - | - | - | - | - | -- | ----- |
| CHN China (Suyuan / Zhi)              |         | 0 | 1 | 0 | 2 | 0 | 2 | 0 | X |   |    | 5     |
| USA Estados Unidos (Persinger / Plys) | Martelo | 2 | 0 | 1 | 0 | 3 | 0 | 1 | X |   |    | 7     |

| Pista B                              | LSFE    | 1 | 2 | 3 | 4 | 5 | 6 | 7 | 8 | 9 | 10 | Final |
| ------------------------------------ | ------- | - | - | - | - | - | - | - | - | - | -- | ----- |
| CZE República Checa (Paulová / Paul) | Martelo | 1 | 0 | 0 | 1 | 0 | 1 | 0 | X |   |    | 3     |
| GBR Grã-Bretanha (Dodds / Mouat)     |         | 0 | 2 | 3 | 0 | 1 | 0 | 2 | X |   |    | 8     |

| Pista C                        | LSFE    | 1 | 2 | 3 | 4 | 5 | 6 | 7 | 8 | 9 | 10 | Final |
| ------------------------------ | ------- | - | - | - | - | - | - | - | - | - | -- | ----- |
| SWE Suécia (de Val / Eriksson) | Martelo | 1 | 1 | 0 | 3 | 0 | 1 | X | X |   |    | 6     |
| CAN Canadá (Homan / Morris)    |         | 0 | 0 | 1 | 0 | 1 | 0 | X | X |   |    | 2     |

| Pista D                            | LSFE    | 1 | 2 | 3 | 4 | 5 | 6 | 7 | 8 | 9 | 10 | Final |
| ---------------------------------- | ------- | - | - | - | - | - | - | - | - | - | -- | ----- |
| AUS Austrália (Gill / Hewitt)      | Martelo | 1 | 0 | 0 | 1 | 0 | 1 | 0 | X |   |    | 3     |
| ITA Itália (Constantini / Mosaner) |         | 0 | 2 | 1 | 0 | 1 | 0 | 3 | X |   |    | 7     |

Nona rodada
Sábado, 5 de fevereiro, 20:05
| Pista A                            | LSFE    | 1 | 2 | 3 | 4 | 5 | 6 | 7 | 8 | 9 | 10 | Final |
| ---------------------------------- | ------- | - | - | - | - | - | - | - | - | - | -- | ----- |
| GBR Grã-Bretanha (Dodds / Mouat)   |         | 0 | 1 | 1 | 0 | 0 | 2 | 0 | 1 |   |    | 5     |
| ITA Itália (Constantini / Mosaner) | Martelo | 1 | 0 | 0 | 2 | 1 | 0 | 3 | 0 |   |    | 7     |

| Pista B                              | LSFE    | 1 | 2 | 3 | 4 | 5 | 6 | 7 | 8 | 9 | 10 | Final |
| ------------------------------------ | ------- | - | - | - | - | - | - | - | - | - | -- | ----- |
| NOR Noruega (Skaslien / Nedregotten) |         | 0 | 2 | 1 | 1 | 0 | 5 | 0 | X |   |    | 9     |
| CHN China (Suyuan / Zhi)             | Martelo | 1 | 0 | 0 | 0 | 2 | 0 | 3 | X |   |    | 6     |

| Pista C                              | LSFE    | 1 | 2 | 3 | 4 | 5 | 6 | 7 | 8 | 9 | 10 | Final |
| ------------------------------------ | ------- | - | - | - | - | - | - | - | - | - | -- | ----- |
| CZE República Checa (Paulová / Paul) |         | 0 | 0 | 0 | 0 | 0 | 3 | 0 | X |   |    | 3     |
| SUI Suíça (Perret / Rios)            | Martelo | 3 | 1 | 3 | 2 | 1 | 0 | 1 | X |   |    | 11    |

| Pista D                               | LSFE    | 1 | 2 | 3 | 4 | 5 | 6 | 7 | 8 | 9 | 10 | Final |
| ------------------------------------- | ------- | - | - | - | - | - | - | - | - | - | -- | ----- |
| USA Estados Unidos (Persinger / Plys) | Martelo | 1 | 0 | 1 | 0 | 0 | 0 | 0 | X |   |    | 2     |
| CAN Canadá (Homan / Morris)           |         | 0 | 1 | 0 | 1 | 1 | 1 | 3 | X |   |    | 7     |

Décima rodada
Domingo, 6 de fevereiro, 09:05
| Pista A                               | LSFE    | 1 | 2 | 3 | 4 | 5 | 6 | 7 | 8 | 9 | 10 | Final |
| ------------------------------------- | ------- | - | - | - | - | - | - | - | - | - | -- | ----- |
| USA Estados Unidos (Persinger / Plys) |         | 1 | 0 | 3 | 0 | 3 | 0 | 1 | 0 |   |    | 8     |
| CZE República Checa (Paulová / Paul)  | Martelo | 0 | 3 | 0 | 4 | 0 | 0 | 0 | 3 |   |    | 10    |

| Pista B                          | LSFE    | 1 | 2 | 3 | 4 | 5 | 6 | 7 | 8 | 9 | 10 | Final |
| -------------------------------- | ------- | - | - | - | - | - | - | - | - | - | -- | ----- |
| GBR Grã-Bretanha (Dodds / Mouat) |         | 1 | 0 | 0 | 0 | 3 | 1 | 0 | 1 |   |    | 6     |
| CHN China (Suyuan / Zhi)         | Martelo | 0 | 2 | 1 | 1 | 0 | 0 | 1 | 0 |   |    | 5     |

Décima primeira rodada
Domingo, 6 de fevereiro, 14:05
| Pista A                              | LSFE    | 1 | 2 | 3 | 4 | 5 | 6 | 7 | 8 | 9 | 10 | Final |
| ------------------------------------ | ------- | - | - | - | - | - | - | - | - | - | -- | ----- |
| NOR Noruega (Skaslien / Nedregotten) | Martelo | 2 | 0 | 1 | 0 | 1 | 1 | 1 | X |   |    | 6     |
| SWE Suécia (de Val / Eriksson)       |         | 0 | 1 | 0 | 1 | 0 | 0 | 0 | X |   |    | 2     |

| Pista B                       | LSFE    | 1 | 2 | 3 | 4 | 5 | 6 | 7 | 8 | 9 | 10 | Final |
| ----------------------------- | ------- | - | - | - | - | - | - | - | - | - | -- | ----- |
| AUS Austrália (Gill / Hewitt) | Martelo | 2 | 1 | 0 | 0 | 0 | 3 | 2 | 1 |   |    | 9     |
| SUI Suíça (Perret / Rios)     |         | 0 | 0 | 1 | 3 | 2 | 0 | 0 | 0 |   |    | 6     |

| Pista C                            | LSFE    | 1 | 2 | 3 | 4 | 5 | 6 | 7 | 8 | 9 | 10 | Final |
| ---------------------------------- | ------- | - | - | - | - | - | - | - | - | - | -- | ----- |
| ITA Itália (Constantini / Mosaner) |         | 3 | 1 | 0 | 1 | 0 | 1 | 1 | 1 |   |    | 8     |
| CHN China (Suyuan / Zhi)           | Martelo | 0 | 0 | 1 | 0 | 3 | 0 | 0 | 0 |   |    | 4     |

| Pista D                              | LSFE    | 1 | 2 | 3 | 4 | 5 | 6 | 7 | 8 | 9 | 10 | Final |
| ------------------------------------ | ------- | - | - | - | - | - | - | - | - | - | -- | ----- |
| CAN Canadá (Homan / Morris)          |         | 0 | 1 | 0 | 1 | 1 | 0 | 0 | 2 | 2 |    | 7     |
| CZE República Checa (Paulová / Paul) | Martelo | 1 | 0 | 1 | 0 | 0 | 2 | 1 | 0 | 0 |    | 5     |

Décima segunda rodada
Domingo, 6 de fevereiro, 20:05
| Pista A                       | LSFE    | 1 | 2 | 3 | 4 | 5 | 6 | 7 | 8 | 9 | 10 | Final |
| ----------------------------- | ------- | - | - | - | - | - | - | - | - | - | -- | ----- |
| CAN Canadá (Homan / Morris)   |         | 0 | 0 | 0 | 0 | 4 | 0 | 3 | 1 | 0 |    | 8     |
| AUS Austrália (Gill / Hewitt) | Martelo | 3 | 2 | 1 | 1 | 0 | 1 | 0 | 0 | 2 |    | 10    |

| Pista B                            | LSFE    | 1 | 2 | 3 | 4 | 5 | 6 | 7 | 8 | 9 | 10 | Final |
| ---------------------------------- | ------- | - | - | - | - | - | - | - | - | - | -- | ----- |
| ITA Itália (Constantini / Mosaner) |         | 0 | 1 | 1 | 1 | 0 | 5 | 0 | 4 |   |    | 12    |
| SWE Suécia (de Val / Eriksson)     | Martelo | 2 | 0 | 0 | 0 | 3 | 0 | 3 | 0 |   |    | 8     |

| Pista C                               | LSFE    | 1 | 2 | 3 | 4 | 5 | 6 | 7 | 8 | 9 | 10 | Final |
| ------------------------------------- | ------- | - | - | - | - | - | - | - | - | - | -- | ----- |
| SUI Suíça (Perret / Rios)             | Martelo | 3 | 0 | 0 | 1 | 0 | 1 | 0 | 1 |   |    | 6     |
| USA Estados Unidos (Persinger / Plys) |         | 0 | 1 | 1 | 0 | 1 | 0 | 2 | 0 |   |    | 5     |

| Pista D                              | LSFE    | 1 | 2 | 3 | 4 | 5 | 6 | 7 | 8 | 9 | 10 | Final |
| ------------------------------------ | ------- | - | - | - | - | - | - | - | - | - | -- | ----- |
| NOR Noruega (Skaslien / Nedregotten) |         | 1 | 1 | 0 | 1 | 1 | 0 | 2 | X |   |    | 6     |
| GBR Grã-Bretanha (Dodds / Mouat)     | Martelo | 0 | 0 | 1 | 0 | 0 | 1 | 0 | X |   |    | 2     |

Décima terceira rodada
Segunda-feira, 7 de fevereiro, 09:05
| Pista A                              | LSFE    | 1 | 2 | 3 | 4 | 5 | 6 | 7 | 8 | 9 | 10 | Final |
| ------------------------------------ | ------- | - | - | - | - | - | - | - | - | - | -- | ----- |
| SUI Suíça (Perret / Rios)            | Martelo | 0 | 0 | 1 | 0 | 2 | 0 | 2 | 0 |   |    | 5     |
| NOR Noruega (Skaslien / Nedregotten) |         | 1 | 1 | 0 | 1 | 0 | 2 | 0 | 1 |   |    | 6     |

| Pista B                            | LSFE    | 1 | 2 | 3 | 4 | 5 | 6 | 7 | 8 | 9 | 10 | Final |
| ---------------------------------- | ------- | - | - | - | - | - | - | - | - | - | -- | ----- |
| CAN Canadá (Homan / Morris)        |         | 0 | 2 | 0 | 0 | 2 | 0 | 3 | 0 | 0 |    | 7     |
| ITA Itália (Constantini / Mosaner) | Martelo | 1 | 0 | 1 | 2 | 0 | 1 | 0 | 2 | 1 |    | 8     |

| Pista C                               | LSFE    | 1 | 2 | 3 | 4 | 5 | 6 | 7 | 8 | 9 | 10 | Final |
| ------------------------------------- | ------- | - | - | - | - | - | - | - | - | - | -- | ----- |
| USA Estados Unidos (Persinger / Plys) | Martelo | 0 | 1 | 0 | 0 | 2 | 1 | 0 | 0 |   |    | 4     |
| GBR Grã-Bretanha (Dodds / Mouat)      |         | 3 | 0 | 1 | 1 | 0 | 0 | 1 | 2 |   |    | 8     |

| Pista D                              | LSFE    | 1 | 2 | 3 | 4 | 5 | 6 | 7 | 8 | 9 | 10 | Final |
| ------------------------------------ | ------- | - | - | - | - | - | - | - | - | - | -- | ----- |
| CZE República Checa (Paulová / Paul) |         | 0 | 1 | 0 | 0 | 0 | 4 | 1 | 2 |   |    | 8     |
| CHN China (Suyuan / Zhi)             | Martelo | 1 | 0 | 3 | 1 | 1 | 0 | 0 | 0 |   |    | 6     |

## Fase final
|  | Semifinal             | Semifinal             |   |                       | Final                 | Final |  |
|  |                       |                       |   |                       |                       |       |  |
|  | 7 de fevereiro, 20:05 |                       |   |                       |                       |       |  |
|  | ITA Itália            | 8                     |   |                       |                       |       |  |
|  | SWE Suécia            | 1                     |   |                       |                       |       |  |
|  |                       |                       |   |                       |                       |       |  |
|  |                       |                       |   |                       | 8 de fevereiro, 20:05 |       |  |
|  |                       |                       |   |                       | ITA Itália            | 8     |  |
|  |                       | NOR Noruega           | 5 |                       |                       |       |  |
|  |                       |                       |   |                       |                       |       |  |
|  |                       |                       |   |                       |                       |       |  |
|  |                       |                       |   |                       | Disputa pelo bronze   |       |  |
|  | 7 de fevereiro, 20:05 | 7 de fevereiro, 20:05 |   | 8 de fevereiro, 14:05 | 8 de fevereiro, 14:05 |       |  |
|  | NOR Noruega           | 6                     |   | SWE Suécia            | 9                     |       |  |
|  | GBR Grã-Bretanha      | 5                     |   |                       | GBR Grã-Bretanha      | 3     |  |

### Semifinais
Segunda-feira, 7 de fevereiro, 20:05
| Pista C                            | LSFE    | 1 | 2 | 3 | 4 | 5 | 6 | 7 | 8 | 9 | 10 | Final |
| ---------------------------------- | ------- | - | - | - | - | - | - | - | - | - | -- | ----- |
| ITA Itália (Constantini / Mosaner) | Martelo | 1 | 1 | 2 | 1 | 1 | 0 | 2 | X |   |    | 8     |
| SWE Suécia (de Val / Eriksson)     |         | 0 | 0 | 0 | 0 | 0 | 1 | 0 | X |   |    | 1     |

Segunda-feira, 7 de fevereiro, 20:05
| Pista A                              | LSFE    | 1 | 2 | 3 | 4 | 5 | 6 | 7 | 8 | 9 | 10 | Final |
| ------------------------------------ | ------- | - | - | - | - | - | - | - | - | - | -- | ----- |
| NOR Noruega (Skaslien / Nedregotten) |         | 0 | 1 | 0 | 1 | 0 | 3 | 0 | 1 |   |    | 6     |
| GBR Grã-Bretanha (Dodds / Mouat)     | Martelo | 1 | 0 | 2 | 0 | 1 | 0 | 1 | 0 |   |    | 5     |

### Disputa pelo bronze
Terça-feira, 8 de fevereiro, 14:05
| Pista B                          | LSFE    | 1 | 2 | 3 | 4 | 5 | 6 | 7 | 8 | 9 | 10 | Final |
| -------------------------------- | ------- | - | - | - | - | - | - | - | - | - | -- | ----- |
| SWE Suécia (de Val / Eriksson)   | Martelo | 0 | 4 | 3 | 1 | 1 | 0 | X | X |   |    | 9     |
| GBR Grã-Bretanha (Dodds / Mouat) |         | 1 | 0 | 0 | 0 | 0 | 2 | X | X |   |    | 3     |

### Final
Terça-feira, 8 de fevereiro, 20:05
| Pista B                              | LSFE    | 1 | 2 | 3 | 4 | 5 | 6 | 7 | 8 | 9 | 10 | Final |
| ------------------------------------ | ------- | - | - | - | - | - | - | - | - | - | -- | ----- |
| ITA Itália (Constantini / Mosaner)   | Martelo | 0 | 2 | 1 | 3 | 0 | 1 | 0 | 1 |   |    | 8     |
| NOR Noruega (Skaslien / Nedregotten) |         | 2 | 0 | 0 | 0 | 1 | 0 | 2 | 0 |   |    | 5     |